# Gerrie Fens
Gerrie Fens (* 25. April 1951 in Zevenbergen) ist ein ehemaliger niederländischer Radrennfahrer und nationaler Meister im Radsport.

## Sportliche Laufbahn
Fens war im Bahnradsport und im Straßenradsport aktiv. Bei den Bahnradsport-Weltmeisterschaften 1973 gewann er mit Peter Nieuwenhuis, Herman Ponsteen und Roy Schuiten die Bronzemedaille in der Mannschaftsverfolgung. 
Einen nationalen Titel im Bahnradsport gewann er 1973 im Punktefahren der Amateure. Vize-Meister wurde er 1970 im Punktefahren, 1974, 1975 und 1976 im Sprint der Profis, jeweils hinter Leijn Loevesijn. Von 1974 bis 1976 war er als Berufsfahrer aktiv.